# Crête de Vimy
La crête de Vimy, nommée cote 140 en 1914 (ou cote 145 en 1917) est une colline située sur le territoire des communes de Givenchy-en-Gohelle, Vimy et Thélus, en France, dans le département du Pas-de-Calais. Elle fut le théâtre de plusieurs batailles entre 1914 et 1917.

## Localisation et géographie
Située entre Lens, Liévin et Arras, la crête de Vimy présente un plateau dominant la vallée minière dont les pentes relativement douces descendent au sud-ouest et beaucoup plus abruptes au nord-est.
C'est une élévation de quelque 60 mètres, étendue sur 8 kilomètres, qui, partant de Souchez, par La Folie et Thélus, rejoint le plateau du Point du jour, à l'ouest d'Arras.
Son point culminant est porté à 147 mètres.
Séparée par le village de Souchez et la rivière du même nom, la colline de Lorette se trouve à l'ouest de la crête de Vimy.
La colline, aujourd'hui traversée en partie par l'autoroute des Anglais, est recouverte d'arbres plantés par les Canadiens (près de 60 ha), et rassemblent de nombreux monuments de commémoration situés sur le plateau et les flancs de la colline.

## Un champ de bataille de la Grande Guerre
- la prise allemande dès septembre 1914.
- les diverses tentatives de reprise (décembre 1914, février 1915).
- Le 9 mai 1915, la Division marocaine au sein du 33e corps d'armée du Général Pétain, se lance en première ligne à l'assaut de la côte 140. Composée du 2e régiment de marche du 1er étranger, et du 7e régiment de tirailleurs algériens (le 8e régiment de zouaves et le 4e  régiment de tirailleurs tunisiens étant restés en réserve à Mont-Saint-Éloi et Acq). Selon le général Foch : « la crête de Vimy peut devenir le plateau de Pratzen de la bataille d'Artois ». La division marocaine atteint l'objectif, mais doit se replier par le manque de soutien arrière.
- Au printemps 1916, les Britanniques relèvent les bataillons français dans les secteurs d'Arras.
- Pendant l'hiver 1916-1917, des travaux considérables d'équipement du front d'attaque sont entrepris sur le flanc de la falaise de Vimy.
- Le 9 avril 1917, les Canadiens sortent vainqueurs de leur lutte contre les Allemands.

## La crête de Vimy, lieu de mémoire de la Grande Guerre

### Monument aux morts de la division marocaine
- Le monument est inauguré le 14 juin 1925 (mais édifié sans autorisation initiale).

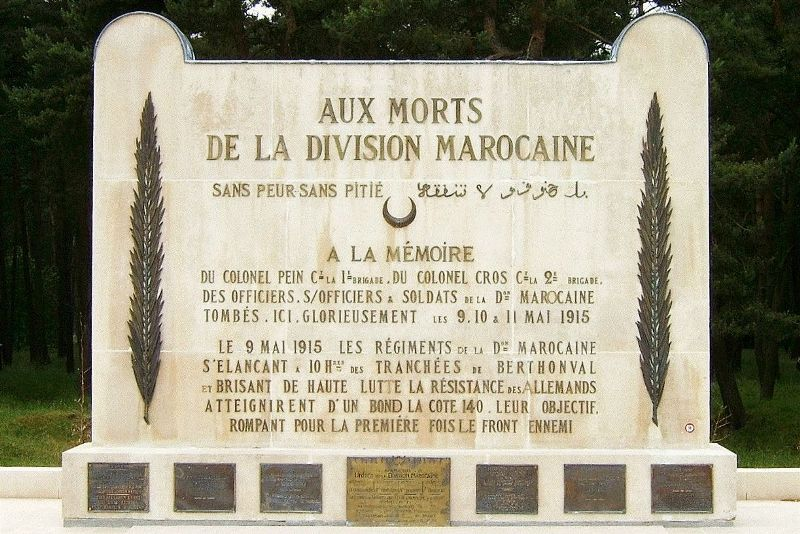

### Mémorial canadien
- Le mémorial est inauguré le 26 juillet 1936 par le roi Édouard VIII du Royaume-Uni et le président Albert Lebrun.

### Les tranchées, souterrains, et champs de bataille
- Les tranchées restaurées sont en accès libre.
- Un tunnel restauré est proposé en visite accompagnée depuis le Centre d’interprétation.
- Les champs de bataille sont visibles mais interdits de passage. Les cratères sont restés intacts et l'herbe qui y pousse est entretenue par les moutons qui viennent y brouter.

### Les cimetières du Commonwealth War Graves Commission
- Givenchy Road Canadian Cemetery (en).
- Canadian Cemetery N°2
- Cimetière de la vallée des zouaves (chemin des écouloirs)
- Lichfield Crater, Thélus

### Centre d’interprétation
- Le musée, accessible en visite libre durant les heures d’ouverture propose une exposition présentant le Canada durant la Première Guerre mondiale et un document audiovisuel retraçant la bataille de la Crête de Vimy. Une salle d'art expose différentes œuvres réalisées par les militaires.